# Rivoluzione di febbraio
La Rivoluzione di febbraio (conosciuta anche come rivoluzione democratico-borghese di febbraio o rivoluzione di marzo) è la prima fase della Rivoluzione russa del 1917.
Frutto della sollevazione, in gran parte spontanea, della popolazione e della guarnigione di Pietrogrado, avvenuta tra il 23 ed il 27 febbraio (secondo il calendario giuliano vigente allora in Russia; tra l'8 e il 12 marzo nel calendario gregoriano), provocò l'abdicazione dell'imperatore Nicola II, la fine della dinastia dei Romanov, dell'Impero russo che durava da quasi 200 anni e dell'autocrazia. Otto mesi dopo, la Rivoluzione d'ottobre portò al potere i bolscevichi, i quali condannarono a morte lo zar e la sua famiglia nel luglio 1918.

## La situazione della Russia in guerra
La guerra aveva rivelato tutte le debolezze strutturali della Russia. Dopo tre anni, l'Impero russo aveva perduto la Polonia, la Bielorussia, la Lituania e parte dell'Ucraina e della Lettonia, perdite non compensate dai successi in Galizia e nel Caucaso. I diciassette milioni di uomini sotto le armi, sottratti alla produzione agricola, mandarono in crisi l'economia nazionale, già messa in difficoltà dal basso livello tecnologico delle industrie e dalla scarsa estensione della rete ferroviaria. L'esercito stesso, già minato dalle gravi perdite subite, dai conflitti tra ufficiali e truppa, dalle diserzioni e dalla sfiducia, riceveva la metà dei rifornimenti necessari in armi, equipaggiamenti e viveri, mentre nelle città si soffriva la fame.
Per garantire la massima produttività l'orario di lavoro degli operai era stato allungato, ma i salari reali, per effetto dell'inflazione crescente, erano diminuiti di un terzo, i consumi erano scesi della metà e davanti ai negozi si facevano file di 3-6 ore per acquistare il pane e il latte. Ripresero gli scioperi che assunsero sempre più un carattere politico e denunciavano l'inutile protrarsi della guerra, la corruzione dilagante, l'autocrazia divenuta intollerabile e l'incapacità del governo.
Il discredito investiva in primo luogo i regnanti, la corte e il governo. Nicola II, diffidente e inaccessibile, si mostrava sempre più inetto e rifiutava di prendere in considerazione qualunque riforma del regime autocratico; la zarina Alessandra (tedesca di nascita), reazionaria quanto il marito, era sospettata di simpatie per la Germania e appariva soggiogata da Rasputin, un monaco che da quattro anni imponeva e licenziava i ministri. Il suo assassinio (dicembre 1916), nato da una congiura di palazzo, non aveva mutato la politica del regime.

## La settimana che cambiò la Russia

### Il 23 e il 24 febbraio
A Pietrogrado esistevano tre organizzazioni operaie illegali: il Gruppo dei socialdemocratici menscevichi, il Comitato bolscevico e il Comitato interrionale dei socialdemocratici internazionalisti, o mežrajoncy, un gruppo formato da trotskisti e bolscevichi. Il 23 febbraio (8 marzo) si sarebbe dovuta celebrare la Giornata internazionale della donna: in un primo tempo i Comitati bolscevichi e interrionali invitarono allo sciopero e a manifestazioni contro la guerra, l'autocrazia e il carovita; poi, secondo quanto riferisce Kajurov, attivista bolscevico del quartiere di Vyborg, il 22 febbraio (7 marzo) "l'eccitazione delle masse costrinse il Comitato di quartiere a interrompere la propaganda a favore dello sciopero", in vista di altre "imminenti manifestazioni".
Con suo «stupore e imbarazzo», il giorno dopo egli seppe che in alcune fabbriche tessili le operaie erano ugualmente entrate in sciopero e chiedevano sostegno ai metalmeccanici: «sembrava non esserci alcun nuovo motivo, salvo le code sempre più lunghe per il pane, a farle scioperare». Secondo i dati ufficiali, nella capitale furono 90000 gli scioperanti che scesero in strada e cercarono di raggiungere il centro della città. Il regime si trovò impreparato a fronteggiare le dimostrazioni: apparvero le bandiere rosse e ci furono tafferugli con la polizia.
Il 24 febbraio (9 marzo) il numero degli scioperanti aumentò ancora, raggiungendo la cifra di circa 200000 operai, e i manifestanti invasero il centro della città, con parole d'ordine contro l'autocrazia e la guerra. Nelle vie principali si tenevano comizi volanti che venivano dispersi dai cosacchi a cavallo, ma senza la consueta violenza, limitandosi ad attraversare la folla senza caricare. Si sparse la voce che diversi cosacchi vedessero di buon occhio la manifestazione, sorridendo ai dimostranti. Diverso era il comportamento dei poliziotti, i cosiddetti «faraoni», e contro di loro si esercitava l'odio della folla.
Il generale Chabalov, comandante della regione militare di Pietrogrado, seguendo l'esperienza della rivoluzione russa del 1905 non aveva ancora previsto l'uso delle armi, benché nel corso delle due giornate dai manifestanti «fossero stati bastonati 28 poliziotti» riservando l'intervento dell'esercito per il giorno dopo, se le manifestazioni fossero continuate.

### Il 25 e il 26 febbraio

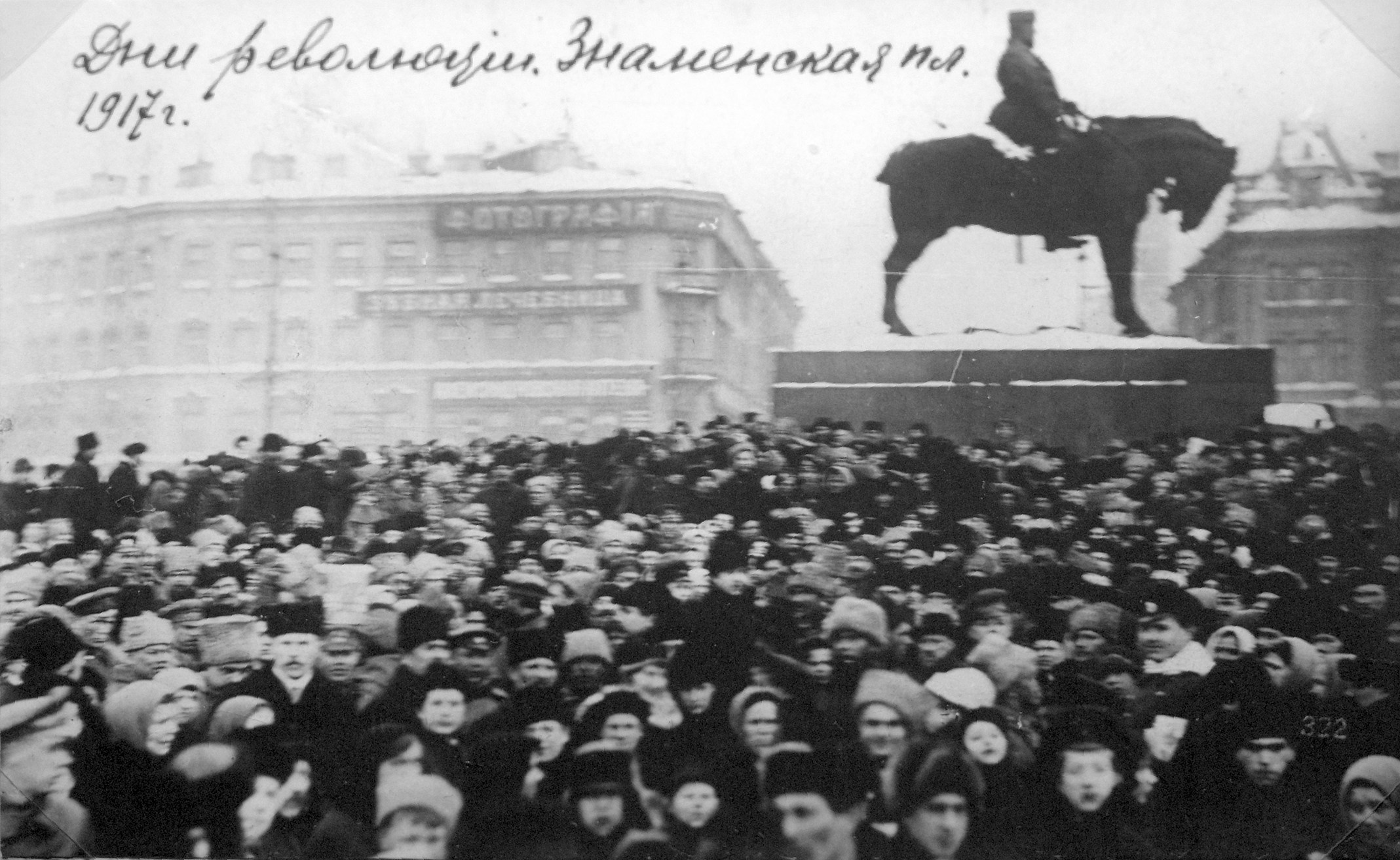
Dimostranti in piazza Znamenskaja

Sabato 25 febbraio (10 marzo) scioperarono a Pietrogrado 240000 operai, gli studenti, i trasporti pubblici, e molte piccole imprese ed esercizi commerciali chiusero i battenti. I dimostranti invasero il centro della città: a piazza Znamenskaja, intorno al monumento di Alessandro III, si tenevano comizi. Come previsto, la polizia prese a sparare, ma dalla folla si rispose al fuoco e il commissario Krylov cadde ucciso.
I soldati inviati a reprimere la manifestazione restarono passivi, a parte un reparto di dragoni che aprì il fuoco al Gostinyj Dvor, il mercato coperto sulla Prospettiva Nevskij, facendo tre morti e dieci feriti. Nemmeno i cosacchi si mossero, anzi in qualche caso intervennero contro la polizia. Una loro scarica di fucileria la mise in fuga da piazza Znamenskaja, alla stazione un commissario fu ucciso a sciabolate da un cosacco, che venne portato in trionfo dalla folla. Incoraggiati, gli scioperanti diedero la caccia ai poliziotti, che scomparvero dalla scena.
Verso sera, dal quartier generale di Mogilëv, Nicola II telegrafò a Chabalov ordinandogli di «liquidare sin da domattina i disordini nella capitale» ed emanò il decreto di sospensione dei lavori della Duma. Il governo decise, ancora una volta, che polizia ed esercito dovessero far uso delle armi. Durante la notte furono operati un centinaio di arresti: in particolare, furono arrestati i membri del gruppo operaio del Comitato centrale dell'industria, diversi esponenti dei sindacati e delle cooperative, e il comitato dei bolscevichi.
Domenica 26 febbraio (11 marzo) il governò tentò di volgere la situazione a proprio favore. A Pietrogrado, presidiata dai militari, cominciarono le sparatorie contro la folla e all'una del pomeriggio la Prospettiva Nevskij era coperta di cadaveri. La grande novità della giornata fu la ribellione di una compagnia del reggimento Pavlovskij, sulla quale esistono diverse versioni. Secondo una versione, la IV compagnia del Pavlovskij sparò contro un reparto di polizia impegnato nella repressione delle manifestazioni lungo il canale Caterina. La compagnia si presentò poi in caserma, invitando i compagni alla rivolta, e qui ci fu una nuova sparatoria. Secondo un'altra versione, per difendere i dimostranti la compagnia aveva sparato contro la squadra d'istruzione del proprio reggimento. Una terza versione afferma che una parte del reggimento Pavlovskij non solo si rifiutò di reprimere le manifestazioni, ma sparò anche contro i reggimenti Preobraženskij e Keksgol'mskij.
Le autorità mostravano ormai pessimismo. L'agente dell'Ochrana Surkanov, infiltrato nel partito bolscevico, scrisse nel suo rapporto ai superiori: «il popolo si è convinto dell'idea che è cominciata la rivoluzione [...] che il governo è impotente [...] che la vittoria decisiva è vicina». Il presidente della Duma Rodzjanko, convinto monarchico, telegrafò allo zar: «La situazione è grave. Nella capitale regna l'anarchia. Il governo è paralizzato [...] Per le strade si spara a casaccio. Le truppe si sparano a vicenda. È indispensabile e urgente affidare la formazione di un nuovo governo a una persona che goda della fiducia del paese [...] Ogni esitazione sarebbe letale». Lo zar, ancora a Mogilëv, rimase indifferente. Quel giorno annotò nel suo diario: «Alle dieci sono andato a messa [...] La sera ho giocato a domino».
A tarda sera, il governo decise di proclamare lo stato d'assedio, ma non si trovò nessuno che attaccasse i manifesti. Solo un poliziotto ne affisse qualcuno sui muri d'una strada e gettò i restanti.

### Il 27 febbraio

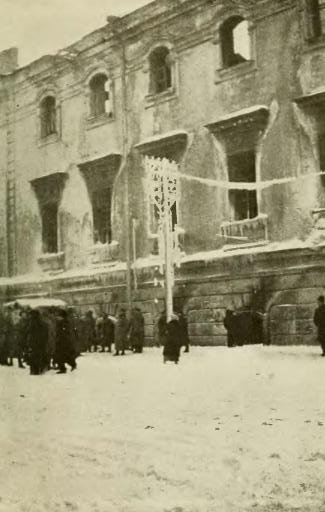
Rovine del tribunale

Lunedì 27 febbraio (12 marzo) Rodzjanko inviò altri telegrammi allo zar. Gli ricordava che la sospensione della Duma fino ad aprile era stato un errore, perché così si abbatteva «l'ultimo baluardo dell'ordine», lo invitava a revocare il decreto e a formare un nuovo governo, dal momento che l'attuale era «del tutto impotente». La situazione a Pietrogrado era grave: «Le truppe della guarnigione sono inaffidabili. I reggimenti della guardia sono contagiati dallo spirito di rivolta». E concludeva: « e il movimento si estende all'esercito, trionfa il tedesco, e la caduta della Russia, così come della dinastia, saranno inevitabili. Imploro Vostra Maestà in nome della Russia intera di accettare queste proposte». Nicola II non rispose nemmeno, limitandosi a commentare con l'aiutante di campo Frederiks: «Quel ragazzone di Rodzjanko mi scrive di nuovo sciocchezze varie, a cui non risponderò affatto».
Gli scioperi continuarono. Per coinvolgere i soldati nella rivolta, fu diffuso un appello ai soldati, e gli operai di Vyborg organizzarono comizi di fronte alla caserma del reggimento Moskovskij, ma gli ufficiali aprirono il fuoco, disperdendoli. La svolta avvenne con la rivolta del reggimento Volynskij: in mattinata, guidati dal sottufficiale Timofej Kirpičnikov, i soldati uccisero con un colpo di fucile alla schiena il capitano Laškevič e il suo attendente e s'impadronirono delle armi. Corsero poi alle caserme dei reggimenti Preobraženskij e Litovskij e li trascinarono con sé dal reggimento Moskovskij, che dopo una certa resistenza si unì alla rivolta.
Nel primo pomeriggio i soldati e i civili saccheggiarono l'arsenale militare. Furono liberati i prigionieri politici, dati alle fiamme il tribunale, la prigione del Litovskij Zamok, la questura, la sede dell'Ochrana. Si combatteva nelle strade contro la polizia che sparava dai tetti degli edifici, e contro le ultime forze fedeli al regime, come il reggimento dei ciclisti, che si arrese dopo il cannoneggiamento di un'autoblindo degli insorti. A sera passarono alla rivoluzione anche i reggimenti Semënovskij e Izmajlovskij, i protagonisti della repressione della rivoluzione del 1905. Un ultimo tentativo del generale Chabalov di opporsi alla rivoluzione fallì: un battaglione inviato contro gli insorti si sciolse nelle strade.

#### Il Comitato provvisorio della Duma

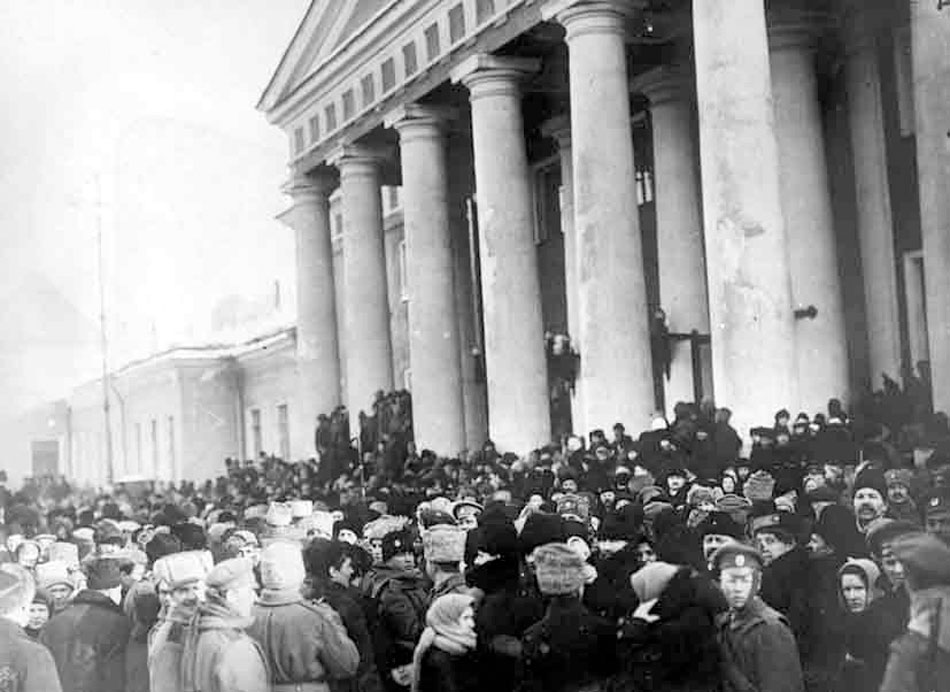
La folla davanti alla Duma

Intanto, Rodzjanko aveva informato i deputati della Duma del decreto di scioglimento. Nacque allora nell'opinione pubblica la leggenda della resistenza che la Duma avrebbe opposto al proprio scioglimento. Anni dopo Rodzjanko ammise invece che «la Duma si sottomise alla legge, sperando pur sempre di trovare una via d'uscita dall'intricata situazione», come confermò anche Miljukov, il capo dei cadetti. I rappresentanti della borghesia liberale, temendo la rivoluzione, cercarono un accordo con la monarchia e contattarono il granduca Michele affinché assumesse la dittatura, costringesse il governo alle dimissioni e chiedesse allo zar di formare un nuovo governo. Ma l'iniziativa fallì per l'indecisione del granduca.
Per non disobbedire all'ukaz dello zar e insieme non ignorare quanto stava avvenendo in città, Rodzjanko e gli altri deputati decisero di riunirsi in «assemblea non ufficiale» in una sala attigua alla Sala bianca del Palazzo di Tauride. Il deputato monarchico Šul'gin ricordò poi che essi «si stringevano istintivamente gli uni contro gli altri. Quegli stessi che da anni si combattevano a vicenda avevano sentito di colpo che qualcosa di orribile li minacciava tutti in egual misura. Quel qualcosa era la strada. La strada e la plebaglia».
Il cadetto Nekrasov propose di nominare un generale abbastanza popolare da avere l'autorità di fermare la rivolta; il trudovico Kerenskij si offrì di dichiarare agli insorti la solidarietà della Duma; Miljukov suggerì di temporeggiare, in attesa di avere informazioni più sicure sugli sviluppi della situazione. Quando un usciere annunciò che una grande folla di soldati e di operai era di fronte alla sede della Duma, ci fu il panico. Mentre una parte dei deputati si allontanava uscendo dalle porte laterali del palazzo, Rodzjanko si affrettò a proporre la costituzione di un Comitato provvisorio della Duma, incaricato di «ristabilire l'ordine a Pietrogrado e assicurare i rapporti con le istituzioni e le persone». La proposta fu subito approvata. Del comitato fecero parte Rodzjanko, Kerenskij, Nekrasov, Miljukov, gli ottobristi Šidlovskij e Dmitrjukov, i nazionalisti Šul'gin e L'vov, i "progressisti" Karaulov, Efremov, Konovalov e Rževskij. Il Comitato istituì anche una Commissione militare presieduta dal colonnello Engel'gardt.

#### Il Soviet di Pietrogrado
Nello stesso giorno, nell'opposta ala del Palazzo di Tauride, nasceva il Soviet pietrogradese dei deputati operai. Già nei giorni precedenti, in riunioni clandestine di gruppi operai socialisti era stato deciso di procedere all'elezione di rappresentanti di fabbrica. Nel primo pomeriggio del 27 febbraio i membri operai del Comitato centrale militare-industriale e altri militanti socialisti, per lo più menscevichi «difensisti», si costituirono in Comitato esecutivo provvisorio del Soviet dei deputati operai, invitando gli operai della capitale a partecipare alla prima assemblea del Soviet. Gvozdev, Bogdanov, Čcheidze, Grinevič, Skobelev, Kapelinskij e Frankorusskij furono i primi membri del Comitato esecutivo provvisorio.
Nell'assemblea serale furono eletti al Comitato esecutivo anche Steklov, Suchanov, Šljapnikov e Aleksandrovič, e istituite commissioni per la difesa di fronte a possibili iniziative contro-rivoluzionarie, il ristabilimento dell'ordine in città, l'approvvigionamento e altri compiti urgenti. I delegati e i membri del comitato esecutivo erano destinati a crescere di numero nei giorni successivi, essendo stato deciso che del Soviet avrebbero fatto parte un rappresentante per ogni mille operai e un soldato per ogni compagnia della guarnigione della capitale, trasformandosi così in Soviet dei deputati degli operai e dei soldati di Pietrogrado.
Il soviet si dotò subito di un giornale, le Izvestija, che nel suo primo numero indicò a compito fondamentale del soviet «organizzare le forze del popolo popolari e lottare perché siano definitivamente assicurate in Russia le libertà politiche e la sovranità popolare [...] la completa eliminazione del vecchio regime e la convocazione di un'Assemblea nazionale costituente eletta sulla base del suffragio universale uguale, diretto e segreto».

### Il 28 febbraio
Il 28 febbraio (13 marzo) soldati e operai armati raggiunsero l'isola Vasilevskij dove il 180º Reggimento fanteria Finlandia si unì alla rivolta. Anche i marinai della flotta del Baltico passarono con i rivoluzionari e il battaglione ciclisti, che resistette, venne sopraffatto e il suo colonnello Balkašin ucciso. Il generale Nikitin, comandante della fortezza di Pietro e Paolo, fu persuaso da Šul'gin a riconoscere il nuovo potere, mentre il generale Chabalov, rifugiatosi nel palazzo dell'Ammiragliato, venne arrestato insieme con alcuni ministri del vecchio governo e altri dignitari zaristi.
Mentre anche Mosca insorgeva senza che i rivoluzionari incontrassero resistenza, a Pietrogrado la rivoluzione si rafforzava. Il generale Ivanov, partito dal fronte con la nomina di comandante del distretto militare di Pietrogrado e con l'ordine di soffocare con le armi la rivoluzione, si rese conto di non poter disporre di alcuna forza militare e fu richiamato a Mogilëv. Le ferrovie passarono sotto il controllo degli insorti e fu impedita la circolazione dei treni fino a 250 chilometri dalla capitale. Lo stesso treno dello zar, partito dal Quartier generale e diretto a Carskoe Selo, venne fermato alla stazione di Malaja Višera e dirottato a Pskov.

### Il 1º marzo

#### Il Soviet consegna il potere al Comitato della Duma

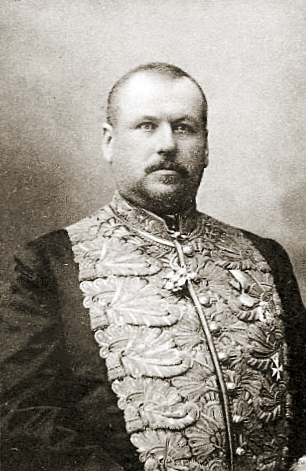
Michail Rodzjanko

Mentre Rodzjanko e Miljukov lanciavano appelli ai soldati perché tornassero nelle caserme e si affidassero con fiducia ai propri ufficiali, inviti che provocavano diffidenza nei soldati e rimanevano inascoltati, a maggioranza i dirigenti menscevichi e socialrivoluzionari del Soviet di Pietrogrado decisero di affidare tutto il potere politico al Comitato provvisorio della Duma. A indurli a rinunciare al potere che pure la rivoluzione aveva concesso al soviet - i soldati insorti e la grande massa della cittadinanza avevano dimostrato di fare affidamento sull'organizzazione popolare nella quale venivano a far parte rappresentanti delle forze armate, delle fabbriche e dei partiti politici - fu soprattutto la considerazione che, dovendo la rivoluzione avere innanzi tutto «contenuti borghesi», ossia liquidare i residui feudali e introdurre nella società russa la libertà politica e l'eguaglianza di tutti i cittadini negate dall'assolutismo zarista, un governo espressione della borghesia fosse il più idoneo a reggere le sorti della nuova Russia.
In realtà, tale programma poteva essere realizzato dallo stesso Soviet ma, secondo l'opinione di Steklov, autorevole membro del Comitato esecutivo, il tentativo di realizzare quel medesimo programma di «moderato ambito borghese» da parte del solo Soviet «si sarebbe scontrato con una eccezionale resistenza da parte della borghesia e delle forze controrivoluzionarie che avrebbe messo in pericolo i frutti dell'insurrezione». Di fatto la borghesia russa avrebbe finito con l'opporsi al suo stesso programma fino a unirsi alla controrivoluzione per farlo fallire: una scelta fondata sulla paura rappresentata, agli occhi dei moderati, da un governo esercitato dal solo Soviet, che era poi la paura costituita per essa dalla rivoluzione che aveva creato il Soviet e al Soviet si affidava.
Così si spiega l'insistente tentativo del Comitato della Duma di salvare la dinastia zarista, dalla quale contava di ricevere un appoggio determinante per frenare le rivendicazioni popolari più radicali, e si spiega la «piacevole sorpresa» e «l'immensa soddisfazione» provata da Miljukov quando vide che il Soviet consegnava il potere a lui e ai suoi colleghi. Uno di questi, il monarchico Šul'gin, commentò: «Eravamo nati sotto le ali del potere, e abituati ad approvarlo o condannarlo. Fummo capaci, nel momento estremo, di passare senza grandi guai dagli scanni del parlamento alle poltrone ministeriali. Naturalmente, a condizione che ci fosse la sentinella zarista a difenderci».

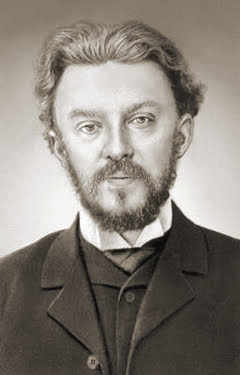
Nikolaj Suchanov

A giudizio di Trockij, il paradosso costituito dalla consegna del potere ai rappresentanti dell'alta borghesia si spiega in realtà con l'innato servilismo che la piccola borghesia, qui rappresentata dai dirigenti del Soviet, manifesta dinnanzi alla «forza della ricchezza, della cultura, del censo», e gli argomenti dottrinari utilizzati per giustificare tale scelta - la rivoluzione deve essere borghese e perciò i borghesi devono governare - erano soltanto «una compensazione della coscienza della propria nullità». Vi era infatti, secondo Trockij, la paura del potere, la sfiducia nel sostegno che le masse popolari potevano garantire al Soviet: i suoi dirigenti non si ritenevano «la guida eletta dal popolo nel momento del suo moto di ascesa rivoluzionario, ma l'ala sinistra dell'ordine borghese».
A tarda sera si riunirono nel palazzo di Tauride, per il Comitato della Duma, Rodzjanko, Miljukov, Nekrasov, Vladimir L'vov, Georgij L'vov, Godnev, Adžemov, Šidlovskij, Šul'gin e Kerenskij; per il Soviet, Suchanov, Steklov, Sokolov e Čcheidze. All'alba del 2 marzo fu raggiunto l'accordo su alcuni punti essenziali del programma di governo: amnistia per i reati politici e religiosi; libertà di parola, di stampa, di associazione, di riunione e di sciopero; eguaglianza dei cittadini di fronte alla legge senza limitazioni di condizione, di religione e di nazionalità; abolizione della polizia, sostituita dalla milizia popolare; convocazione di un'Assemblea costituente ed elezioni delle amministrazioni locali per voto universale, diretto, eguale e segreto; permanenza nella capitale delle guarnigioni rivoluzionarie; diritti civili garantiti ai militari compatibilmente con il servizio.
Non furono affrontati i problemi sociali, quali la durata dell'orario di lavoro e soprattutto la riforma agraria, né si parlò del problema più importante, quello della pace e della guerra. Rimase aperto anche il problema della monarchia: nel testo dell'accordo fu inserito l'impegno di «non intraprendere passi tali da precostituire la forma istituzionale». Il Comitato della Duma contava in quel momento sul mantenimento della monarchia con la successione al trono del giovane Alessio e la reggenza del granduca Michele. I prossimi eventi delusero le sue aspettative, ma fino al 14 settembre - quando Kerenskij proclamerà la Repubblica - la Russia non avrà una forma istituzionale definita, né monarchica né repubblicana.

#### L'Ordine n. 1 del Soviet di Pietrogrado

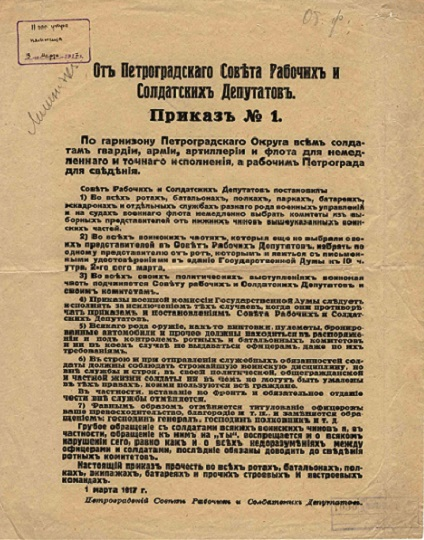
L'Ordine n. 1

Intanto, in quella sera, nella stanza n. 13 del palazzo di Tauride, un folto gruppo di soldati e di marinai si era stretto intorno a Sokolov il quale, seduto a una scrivania, scriveva sotto loro dettatura. Era la commissione eletta dal Soviet per redigere un decreto riguardante i soldati. Indirizzato a «tutti i soldati della guardia, dell'esercito, dell'artiglieria e della flotta per immediata e precisa esecuzione», passò alla storia come Ordine (Prikaz) n. 1 del Soviet di Pietrogrado, datato 1 (14) marzo 1917, subito affisso sui muri della capitale e pubblicato nel terzo numero delle Izvestija.
Esso prevedeva la formazione di membri eletti tra i militari di grado inferiore di tutti i reparti militari delle forze armate. Ogni compagnia doveva eleggere un rappresentante che si sarebbe presentato alla sede del Soviet. Era ordinato che, nelle manifestazioni politiche, i reparti militari obbedissero al Soviet e ai loro comitati militari, i quali erano tenuti al controllo di tutte le armi che, in nessun caso, dovevano essere consegnate agli ufficiali. Gli ordini della Commissione militare della Duma non dovevano essere eseguiti se in contrasto con quelli del Soviet. I soldati dovevano osservare la disciplina durante il servizio; fuori servizio e fuori reparto era abolito l'obbligo del saluto e dell'attenti. Erano aboliti i titoli di «vostra eccellenza» e «vostra nobiltà» solitamente riservati agli ufficiali, ai quali veniva vietato ogni comportamento sgarbato e in particolare il rivolgersi con il «tu» ai soldati. Ogni infrazione doveva essere segnalata ai comitati di compagnia.
Frutto della reazione dei soldati alle provocazioni del Comitato della Duma e quasi l'unico atto politico autonomo dell'assemblea plenaria del Soviet che l'approvò per acclamazione, l'ordine provocò una violenta campagna di stampa dell'opinione pubblica conservatrice. Prendendone conoscenza, Rodzjanko lo giudicò «di origine tedesca», Šul'gin esclamò di sentirsi «ghiacciare il sangue nelle vene» e Kerenskij dirà poi che avrebbe dato «dieci anni della vita perché non fosse mai stato firmato». In un esercito che era sempre stato il guardiano dell'autocrazia e nel quale gli ufficiali avevano il diritto di frustare i soldati, appariva inconcepibile un ordine che rendeva i soldati dei cittadini e li poneva sotto l'autorità politica del Soviet.

### Il 2 marzo

#### La formazione del Governo provvisorio
La mattina del 2 (15 marzo), forti dell'avallo ricevuto dal Soviet, i membri del Comitato della Duma si accordarono sulla nomina dei ministri. Presidente del Consiglio e ministro dell'Interno fu scelto il principe L'vov, la Guerra e gli Esteri andarono rispettivamente a Gučkov e a Miljukov, due decisi fautori della continuazione della guerra fino alla vittoria, con tanto di annessioni e riparazioni. Kerenskij, dopo molto agitarsi nelle stanze del Soviet dove contava molti ammiratori, riuscì a ottenere il dicastero della Giustizia, il medico Andrej Šingarëv quello dell'Agricoltura, mentre Michail Tereščenko, ricchissimo industriale e latifondista, ma sconosciuto negli ambienti politici, ottenne il ministero delle Finanze.

#### L'abdicazione di Nicola II

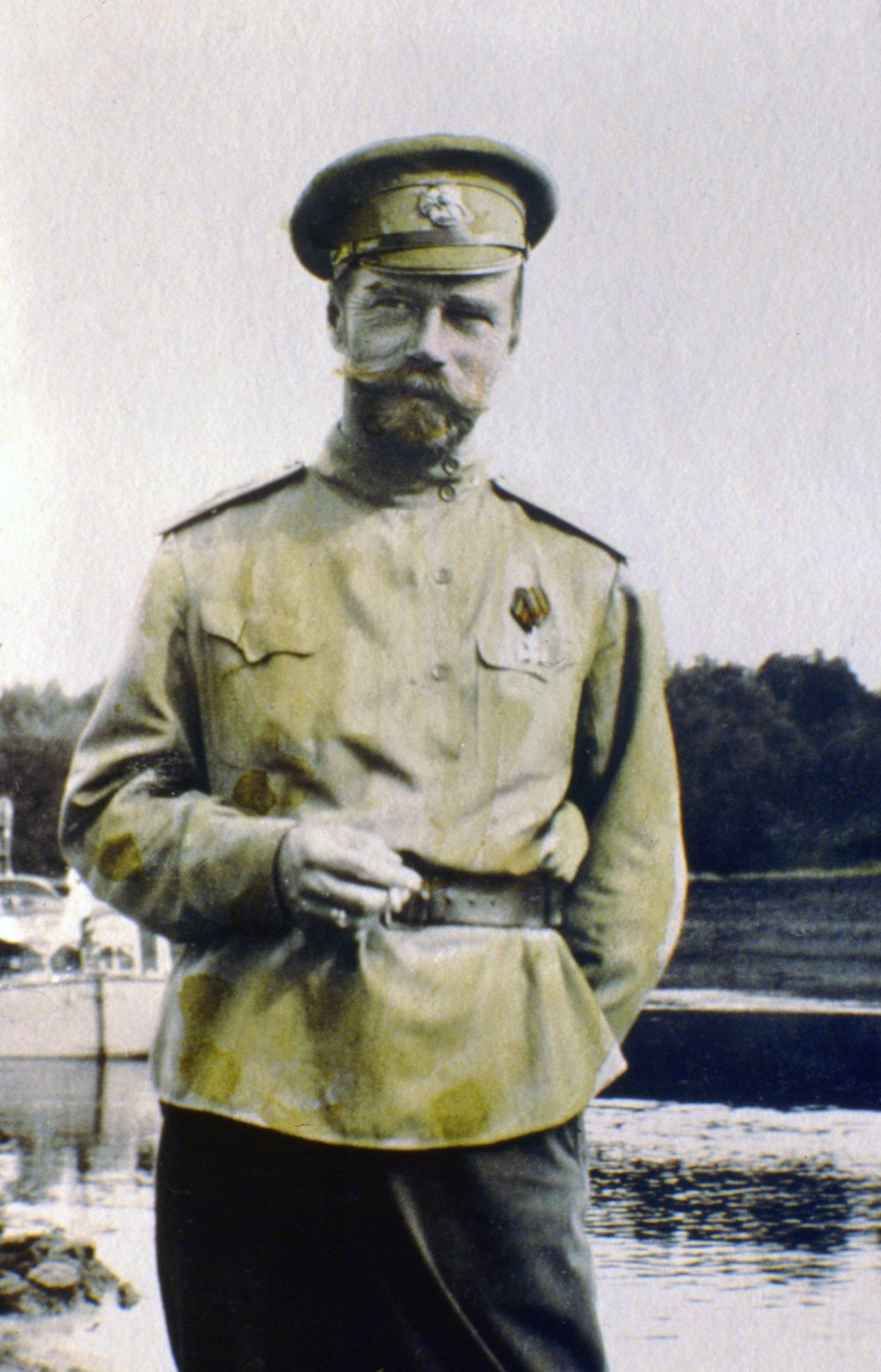
Nicola II

In questo giorno, nel vagone del suo treno fermo alla stazione di Pskov e all'oscuro di quanto avveniva nel palazzo di Tauride, Nicola II aveva comunicato al generale Ruzskij di aver incaricato Rodzjanko di formare un nuovo governo responsabile davanti alla Duma. Informato all'alba per telegrafo dal generale, Rodzjanko, «col cuore sanguinante», scongiurò Ruzskij di premere sullo zar affinché firmasse l'abdicazione in favore del figlio e reggente il granduca Michele, dal momento che nel popolo «l'odio verso la dinastia ha raggiunto proporzioni spaventose». Il capo di Stato maggiore Alekseev, informato della conversazione, sollecitò i cinque comandanti d'armata a inviare telegrammi allo zar invitandolo ad abdicare.
Nicola II, ricevuti i telegrammi, dichiarò di essere pronto a lasciare il trono al figlio Alessio, affidando la reggenza al fratello Michele. Nel primo pomeriggio giunsero a Pskov due rappresentanti del Comitato della Duma, Šul'gin e Gučkov, che scongiurarono lo zar di abdicare in favore del figlio. Nicola rispose di aver cambiato idea, e di aver deciso di lasciare la corona al fratello Michele. Pochi minuti prima della mezzanotte, presenti i due deputati e i generali Frederiks, Ruzskij e Kirill Naryškin, maestro di Corte, lo zar firmò l'atto di abdicazione.
L'atto fu retrodatato alle ore 15.05 del 2 marzo, affinché l'opinione pubblica non pensasse che l'imperatore avesse abdicato sotto la pressione dei delegati della Duma. Analogamente, furono datati alle ore 14 i decreti di licenziamento del vecchio governo e di nomina a nuovo presidente del Consiglio dei ministri del principe L'vov, nome evidentemente impostogli da Šul'gin e Gučkov. Dopo la firma, secondo Šul'gin regnò «un silenzio di tomba», ma poi seguirono «singhiozzi, pianti disperati, grida isteriche» e un capitano di cavalleria svenne per l'emozione. Nel suo diario l'ex-zar annotò: «Tutt'intorno a me, tradimento, viltà, inganno». Poi, sul treno che lo riportava a Mogilëv, dormì «a lungo e profondamente».

### Il 3 marzo

#### L'abdicazione di Michail Romanov
Il 3 (16) marzo il granduca Michele fu informato dell'abdicazione del fratello. Nella sua residenza di Pietrogrado si recarono L'vov, Rodzjanko, Miljukov, Kerenskij, Nekrasov, Nabokov, Šingarëv, Gučkov, Šul'gin e il barone Nol'de. Secondo quanto affermato dell'ambasciatore francese Paléologue, Gučkov e Miljukov sostennero il dovere del granduca di raccogliere l'eredità di Nicola II, contro l'opinione di Rodjanko, di Nekrasov e soprattutto di Kerenskij, per i quali occorreva che fosse un'Assemblea costituente a decidere della questione monarchica.

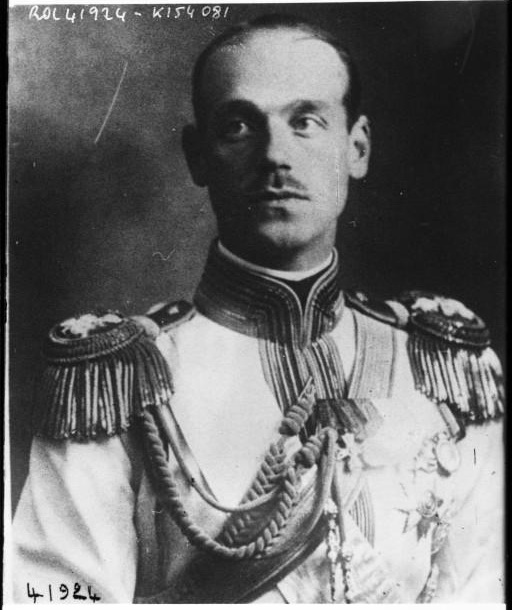
Il granduca Michele

Di fronte all'esitazione del granduca, Gučkov suggerì a Michele di accettare almeno il titolo di «Reggente dell'Impero» o quello di «Protettore della nazione», alla Cromwell, scatenando l'ira di Kerenskij. Il granduca si riservò di riflettere ancora, ritirandosi in una stanza vicina. Pochi minuti dopo, ritornò annunciando la sua decisione di abdicare, tra l'esultanza di Kerenskij. Nekrasov, Nabokov e il barone Nolde s'incaricarono di stilare l'atto:
Invocando su di loro la benedizione di Dio, chiedo a tutti i cittadini dell'Impero russo di sottomettersi al governo provvisorio investito dei pieni poteri dalla Duma, finché l'Assemblea costituente, eletta nel più breve tempo possibile con suffragio universale, diretto, eguale e segreto, non manifesterà la volontà del popolo stabilendo la nuova forma di governo.»
Si trattò di un'abdicazione che intendeva salvare il principio monarchico. Nella realtà politica, la Russia si trovò divisa tra l'autorità del Governo provvisorio e quella dei Soviet dei deputati operai e dei soldati.